# Svava Rós Guðmundsdóttir
Svava Rós Guðmundsdóttir, född 11 november 1995, är en isländsk fotbollsspelare.

## Karriär
Svava Rós debuterade för Valur i Úrvalsdeild kvenna den 23 juni 2011 i en 3–1-vinst över Breiðablik, där hon blev inbytt i den 72:a minuten mot Rakel Logadóttir. Säsongen 2012 gjorde Svava Rós tre mål på 15 ligamatcher. I april 2013 förlängde hon sitt kontrakt med två år. Säsongen 2013 gjorde Svava Rós sju mål på 17 ligamatcher. Följande säsong gjorde hon sex mål 17 ligamatcher.
Inför säsongen 2015 värvades Svava Rós av Breiðablik. Under sin första säsong i klubben gjorde hon tre mål på 17 ligamatcher. Säsongen 2016 gjorde Svava Rós fyra mål på 18 ligamatcher. Säsongen 2017 spelade hon 18 ligamatcher och gjorde tre mål. Inför säsongen 2018 värvades Svava Rós av norska Røa IL. Hon gjorde 14 mål på 21 matcher i Toppserien 2018 och blev uttagen i "Årets lag".
I november 2018 värvades Svava Rós av Kristianstads DFF. Hon debuterade och gjorde ett mål i Damallsvenskan den 14 april 2019 i en 5–1-vinst över Limhamn Bunkeflo. Den 11 juli 2020 gjorde Svava Rós två mål i en 3–3-match mot Vittsjö GIK. Efter säsongen 2020 lämnade Svava Rós klubben.